# ملحقات المثنى
ملحقات المثنى هي ألفاظ تلحق بالمثنى في الإعراب وهى كالآتى:
اثنان، اثنتان، كلا وكلتا إذا ما تم اضافتهما إلى ضمير. من ملحقات المثنى :
(كلاهما ـ كلتاهما ـ اثنان ـ اثنتان)
أمثلة على (كلاهما وكلتاهما) :
- جاء الولدان كلاهما والبنتان كلتاهما
- شاهدت الولدين كليهما والبنتين كلتيهما
- سلمت على الولدين كليهما والبنتين كلتيهم

اعراب (كلاهما) و(كلتاهما)
- في المثال الأول : توكيد معنوي مرفوع، وعلامة رفعهما الألف ؛ لأنهما من ملحقات المثنى،
- في المثال الثاني : توكيد معنوي منصوب، وعلامة نصبهما الياء لأنهما من ملحقات المثنى،
- في المثال الثالث : توكيد معنوي مجرور، وعلامة جرهما الياء لأنهما من ملحقات المثنى. والضمير (هما) في كل الأمثلة يعرب : ضمير متصل مبني في محل جر مضاف إليه.

ملاحظة :
- (كلا) و(كلتا) لا يعربان إعراب المثنى إلا إذا أُضِيف إليهما الضمير (هما) وكانت توكيدًا معنويًا.

- لا تعرب (كلا) و(كلتا) توكيدًا معنويًّا إلا بشرطين :

1. إذا اتصل بهما الضمير (ها)
2. إذا أمكن حذفهما بدون أن تتأثر الجملة.
3. إذا لم تعرب (كلا) و(كلتا) إعراب المثنى فإنهما يعربان إعراب المفرد، في الرفع : الضمة المقدرة، وفي النصب : الفتحة المقدرة، وفي الجر : الكسرة المقدرة.

أمثلة على (اثنان) و(اثنتان)
- جاء ولدان اثنان، وبنتان اثنتان
- شاهدت ولدين اثنين، وبنتين اثنتين
- سلمت على ولدين اثنين، وبنتين اثنتين

اعراب
- (اثنان) و(اثنتان) في المثال الأول : نعت مرفوع، وعلامة رفعه الألف لأنه من ملحقات المثنى.
- في المثال الثاني : نعت منصوب، وعلامة نصبه الياء لأنه من ملحقات المثنى.
- في المثال الثالث : نعت مجرور، وعلامة جره الياء لأنه من ملحقات المثنى.

هناك ألفاظ معينة منها اثنان واثنتان